# 韦瑙斯
韦瑙斯（義大利語：Venaus），是意大利都灵省的一个市镇。总面积19.8平方公里，人口967人，人口密度48.8人/平方公里（2009年）。ISTAT代码为001291。